# A Piramis (televíziós műsor)
A Piramis a TV2-n futó amerikai licencen alapuló gameshow, melynek műsorvezetője Stohl András. A műsor 2017. december 27-én vette kezdetét. A 2. évad 2018. augusztus 27-én kezdődött.

## A játék menete
A játék két párossal indul. Minden pár 2 emberből áll. Az első körben választani kell egy témakört. Ha megvolt, akkor kell válaszolni egy kérdésre. Minden kérdés elhangzása után fél perc a gondolkodási iző. Azután kiesik egy labda a ,,piramis'' tetejéből. A labda egy rekeszbe fog beleesni, amelyben különböző összegek szerepelnek. Ha a válasz jó, akkor az összeget megszerzik. De ha a válasz rossz, akkor az az eddigi összegből levonódik. Azután a második témakörválasztás és a kérdés után 2 labda, míg a harmadiknál 3 labda fog kiesni. A végén az a páros jut tovább, amelyik több pénzt gyűjt össze. Ha a harmadik kérdés után ha mindkét párosnak ugyanannyi pénze van, akkor jön egy mindent eldöntő kérdés, ami után egy labda esik ki a piramis csúcsából. A második körben választhatnak hogy hány labda fog kiesni, majd azt is, hogy melyik lyukból érkezzen az. Itt már elárulja a piramis azt, hogy a válasz jó, vagy rossz, majd csak utána fognak esni a labdák. Itt már 3 válaszlehetőség van, míg az első körben csak 2 volt, továbbá a gondolkodási idő egy perc. Azután történik egy szétválasztás, ami azt jelenti, hogy a piramis szétválasztja a bejutó párost. Egy labda kiesik a piramis tetejéből, és a rekeszek átváltanak erre: 1. rekesz: az egyik játékos neve, 2. rekesz: a párja neve, és így tovább. Amelyikbe a labda esik, az dönt, hogy melyikük megy be a piramisba. Természetesen megbeszélhetik. Aki bemegy az csak hallani fogja, hogy mi történik a stúdióba, de csak akkor, amikor arra kerül a sor. A kinnlévő pedig látja is és hallja is őt, de ő is csak akkor, amikor arra kerül a sor. Az történik, hogy megjelenik 2 témakör. A kinnlévő választ egyet, majd elmondja azt a műsorvezető a piramis belsejében lévő embernek. Amikor a műsorvezető a piramis belsejében lévő játékossal beszél, akkor a kint lévő nem szólalhat meg, ellenkező esetben kizárják az adott párost a játékból. Közben elzajlik az is, hogy a kinnlévő ember választ 1, 2, 3, 4, 5 és 6 közül hármat. Amelyik hármat választja onnan gurul a labda. A piramis belsejében lévő ember kap 4 kérdést, és mindegyikre 4 válaszlehetőséget. A,B,C,D. Kérhet segítséget is, ha szeretne, ilyenkor a piramis elvesz egy válaszlehetőséget, melynek az ára egy büntetőlabda. Ha jó a válasz akkor a három labda összegét megszerezték. Ha a válasz rossz, akkor az összegből annyi megy le, amennyi abban a körben gyűlt össze a három labdából. Ezután jön a legfontosabb labda, de csak akkor, ha kint van pénz. A rekeszeket átváltoztatják. Amennyi jó válasz volt, annyi duplázó rekesz lesz, amennyi rossz válasz, annyi felező rekesz. A többi rekeszben vagy az összegyűjtött pénzösszeg, vagy 0 szerepel, amely lenulláz mindent. Aztán a piramis felajánl valamit. Az lehet több, mint a nyeremény, lehet kevesebb, mint a nyeremény. A piramis belsejében lévő játékos pedig el kell döntse, hogy elfogadja-e a felajánlott összeget, vagy nem fogadja el. Ha elfogadta, akkor azt a pénzösszeget vihetik haza, ha nem, akkor pedig azt, ami összegyűlt. Természetesen a piramis belsejében lévő játékos nem tudhatja, hogy kinn mennyi gyűlt össze. Egy játékospár akár 300 millió forintot is hazavihet.  

## Összegek
| Játékmenet            | Összegek/Fakkok | Összegek/Fakkok | Összegek/Fakkok | Összegek/Fakkok | Összegek/Fakkok | Összegek/Fakkok          | Összegek/Fakkok          | Összegek/Fakkok          | Összegek/Fakkok          | Összegek/Fakkok | Összegek/Fakkok | Összegek/Fakkok | Összegek/Fakkok | Összegek/Fakkok |
| --------------------- | --------------- | --------------- | --------------- | --------------- | --------------- | ------------------------ | ------------------------ | ------------------------ | ------------------------ | --------------- | --------------- | --------------- | --------------- | --------------- |
| 1. kör                | 250 000         | 10 000          | 1 000 000       | 20 000          | 500 000         | 30 000                   | 2 000 000                | 50 000                   | 500 000                  | 30 000          | 250 000         | 20 000          | 1 000 000       | 10 000          |
| 2. kör                | 500 000         | 10 000          | 2 000 000       | 20 000          | 1 000 000       | 30 000                   | 3 000 000                | 50 000                   | 1 000 000                | 30 000          | 500 000         | 20 000          | 2 000 000       | 10 000          |
| Kiválasztó labda      | 1. játékos neve | 2. játékos neve | 1. játékos neve | 2. játékos neve | 1. játékos neve | 2. játékos neve          | 1. játékos neve          | 2. játékos neve          | 1. játékos neve          | 2. játékos neve | 1. játékos neve | 2. játékos neve | 1. játékos neve | 2. játékos neve |
| 3.kör                 | 1 000 000       | 10 000          | 10 000 000      | 20 000          | 2 000 000       | 30 000                   | 3 000 000                | 50 000                   | 2 000 000                | 30 000          | 1 000 000       | 20 000          | 4 000 000       | 10 000          |
| Mindent eldöntő labda | 0               | Duplázó/Felező  | 0               | Duplázó/Felező  | 0               | Összegyűjtött pénzösszeg | Összegyűjtött pénzösszeg | Összegyűjtött pénzösszeg | Összegyűjtött pénzösszeg | 0               | Duplázó/Felező  | 0               | Duplázó/Felező  | 0               |

## Évadok
| Évad | Évad | Részek száma | Részek száma | Eredeti sugárzás    | Eredeti sugárzás | Eredeti adó |
| Évad | Évad | Részek száma | Részek száma | Évadbemutató        | Évadzáró         | Eredeti adó |
| ---- | ---- | ------------ | ------------ | ------------------- | ---------------- | ----------- |
|      | 1.   | 71           | 71           | 2017. december 29.  | 2018. április 6. |             |
|      | 2.   | 30           | 30           | 2018. augusztus 27. | 2018. október 5. |             |
|      | 3.   | 25           | 25           | 2020. június 2.     | 2020. július 6.  |             |

## Nemzetközi változatok
| Ország    | Cím            | Bemutató        | TV csatorna | Kiküldési dátumok                                                                             | Legfelső helyérték | Lehetséges fődíj |
| --------- | -------------- | --------------- | ----------- | --------------------------------------------------------------------------------------------- | ------------------ | ---------------- |
| Szlovénia | Piramida sreče | Jonas Žnidaršič | Planet TV   | 2021. április 4. – 2021. június 6. (Évad 1.) 2021. december 6. – 2021. december 27. (Évad 2.) | 3 000 €            | 120 000 €        |